# シコ・メンデス生物多様性保全研究所
- シコ・メンデス生物多様性保全院[1]
- チコ・メンデス生物多様性保全院[2]
- 生物多様性保全のためのシコ・メンデス研究所[3]
- チコ・メンデス生物多様性保護庁[4]
- 生物多様性保全チコ・メンデス研究所[5]

シコ・メンデス生物多様性保全研究所（シコ・メンデスせいぶつたようせいほぜんけんきゅうじょ、Instituto Chico Mendes de Conservação da Biodiversidade、英: Chico Mendes Institute for Biodiversity Conservation、ICMBio）は、ブラジル国内において、自然保護地域や国立公園を管理し、またブラジルの生物多様性を保護するために設立された機関。
1988年に暗殺された環境活動家のシコ・メンデスの名を冠して設立。ブラジル国内において生物多様性の調査や研究を行い、生物多様性の保全活動を行っている。